# Identità di Palatini
In relatività generale e nel calcolo tensoriale, l'identità di Palatini, dovuta al matematico Attilio Palatini, è definita dalla formula:
{\displaystyle \delta R_{\sigma \nu }=\nabla _{\rho }(\delta \Gamma _{\nu \sigma }^{\rho })-\nabla _{\nu }(\delta \Gamma _{\rho \sigma }^{\rho }),}
dove {\displaystyle \delta \Gamma ^{\lambda }{}_{\mu \nu }} denota la variazione dei simboli di Christoffel e {\displaystyle \nabla _{\rho }}  denota la derivata covariante.
Una analoga, pressoché identica, formula vale per la derivata di Lie {\displaystyle {\mathcal {L}}_{\xi }R_{\sigma \nu }}. Infatti, si ha:
{\displaystyle {\mathcal {L}}_{\xi }R_{\sigma \nu }=\nabla _{\rho }({\mathcal {L}}_{\xi }\Gamma _{\nu \sigma }^{\rho })-\nabla _{\nu }({\mathcal {L}}_{\xi }\Gamma _{\rho \sigma }^{\rho }),}
dove {\displaystyle \xi =\xi ^{\rho }\partial _{\rho }} denota un qualsiasi campo vettoriale definito sopra lo spaziotempo.